# Kazatelská stanice Českobratrské církve evangelické v Hraběticích
Kazatelská stanice Českobratrské církve evangelické v Hraběticích je kazatelskou stanicí Farního sboru Českobratrské církve evangelické v Miroslavi v Hraběticích v Brněnském seniorátu. Vznikla roku 2014 přeměnou zrušeného farního sboru, existujícího od roku 1954.

## Historie
Po druhé světové válce byly Hrabětice s okolními obcemi dosídlovány českými a slovenskými reemigranty z Bulharska, Maďarska a Rumunska. Mezi nimi byla komunita Slováků luterského vyznání, kteří utvořili hrabětickou kazatelskou stanici patřící k evangelickému sboru ve Znojmě. V roce 1953 (nebo od 1. ledna 1954) vznikl samostatný sbor se sídlem v Hraběticích, ke kterému byly od znojemského sboru přefařeny již dříve reemigranty založené kazatelské stanice v Hevlíně a v Hrušovanech nad Jevišovkou. Později vznikla ještě kazatelská stanice v Jevišovce, která jediná přežila období totality. I po tomto faktickém rozdělení znojemského sboru hrabětický farář dojížděl za slovenskými luterány do Znojma a okolí a naopak znojemský farář sloužil i v místech, která spadala ke sboru do Hrabětic (znojemský sbor totiž vznikl z miroslavského sboru, který byl historicky kalvinistický), a oba sbory tak těsně spolupracovaly.
V roce 1950 přišel místním slovenským evangelíkům sloužit Ján Palic z Oravy. V obcích v okolí vyhledával a shromažďoval členy, kterých bylo zpočátku několik set na devíti kazatelských místech. Farář bydlel v nevyhovujícím vlhkém bytě, teprve v 60. letech se podařilo s finančním přispěním církevního ústředí zakoupit sborový dům s bytem pro faráře na adrese Šanovská 304.
Po Jánu Palicovi sloužila v Hraběticích několik měsíců zkraje roku 1967 vikářka Jana Kalusová z Miroslavi, manželka tamního faráře Vladimíra Kaluse, poté nastoupil vikář Ján Oslik, který zde působil do roku 1975. Poté byl sbor několik let uprázdněný a dojížděli sem kaplani Bratislavského seniorátu slovenské Evangelické církve augsburského vyznání, které vysílal senior Karol Gábriš. Byli to Orpad Dolinský (1975–1996), Helena Henrichová (1977–1998) a Jaroslav Mlinar (1978–1980). Dojížděli sem také faráři z blízkých sborů na Slovensku, Pavol Gabriš z Veľkých Levárů (1980–1984) a v letech 1984–1997 Ivan Osuský ze Skalice.
V letech 1987 až 1992 ve sboru působil diakon Miroslav Volník. V letech 1993–1997 ve sboru také vypomáhal farář husitské církve ve Slavkově u Brna Miroslav Hargaš.
Sbor (dnes kazatelská stanice) při svých bohoslužbách zachovává prvky luterské liturgie a zpívá z Tranoscia (kancionál Jiřího Třanovského).
Členů sboru postupně ubývalo a 33. synod Českobratrské církve evangelické v roce 2014 schválil sloučení se sborem v Miroslavi, Hrabětice se tak staly od 1. července 2014 jeho kazatelskou stanicí. Jednu z příčin úbytku členů vidí kurátorka miroslavského sboru Lia Ryšavá v tom, že evangeličtí Slováci na jižní Moravě byli jazykovou a navíc i náboženskou menšinou a mladší generace se snažily splynout s okolím.
Na památku hrabětického sboru visí v evangelickém kostele v Miroslavi pamětní deska s mramorovým křížem z někdejšího hrabětického sborového domu.

## Seznam kazatelů
- farář Ján Palic (1901–1981): (1950)–1. 1. 1952 – 31. 10. 1966
- vikářka Jana Kalusová (1930–2020): 1. 1. 1967 – 15. 5. 1967
- vikář Ján Oslík (* 1936): 15. 5. 1967 – 1975
- diakon Miroslav Volník (* 1961): 1. 9. 1987 – 30. 9. 1992

V době uprázdnění sbor administrovali:
- Jaroslav Horák z Hustopečí (1975–1979)
- Zdeněk Navrátil ze Silůvek (1980–1987)
- Pavel Skála z Miroslavi (1992–1993)
- Jiří Doležal z Hustopečí (1993–1996)
- Pavel Kalus z Brna I (1996–1998)
- Ondřej Titěra z Miroslavi (od roku 1998)
- David Sedláček z Miroslavi

## Seznam kurátorů
- Matej Kabzányi (1954–1961)
- Štefan Moťovský (1961–1972)
- Matej Ďurko (1972–1980)
- Jan Novák (1980–2010)